# Приватно право
Приватно право је део правног система који уређује односе између појединаца. По уобичајеном и донекле упрошћеном схватању, приватно право се бави регулисањем приватноправних односа који настају између појединаца и привредних друштава. Разликује се од јавног права које регулише односе између државе с једне стране и физичких и правних лица с друге стране, укључујући регулаторне прописе, кривично право и друге законе који утичу на јавни поредак. 

## Концепт
Улпијан, један од пет најважнијих римских правника, који је разликовао ius publicum и ius privatum, зачетник је поделе права на јавно и приватно. Континентални правници и филозофи настојали су да сваку грану права уклопе у ову дихотомију. Улпијан је писао: Јавно право је оно које се односи на положај Римске државе, а приватно оно које се односи на интересе појединца: неки интереси су дакле јавни, а неки приватни.
Монтескје је, касније, значајно проширио ову дихотомију у свом главном делу „О духу закона“ (De l'Esprit des Lois) из 1748. године. Он је раздвојио право на три гране: Међународно (право нација), Јавно право (политичко право) и Приватно (грађанско) право. 
Приватно право представља однос координисаних, правно једнаких субјеката, а јавно право однос између надређеног и подређеног субјекта - нпр. однос државе и грађанина. 

## Области приватног права
- Грађанско право
  - Статусно право
  - Стварно право
  - Породично право
  - Наследно право
  - Облигационо право
- Право интелектуалне својине
- Трговинско право
- Компанијско право
- Саобраћајно право
- Радно право
- Међународно приватно право